# Арлингтонское национальное кладбище
Арлингтонское национальное кладбище (англ. Arlington National Cemetery) — американское военное кладбище в Арлингтоне, пригороде Вашингтона. На территории кладбища захоронены участники войн, президенты, председатели Верховного суда и астронавты. В настоящее время на кладбище погребено более 400 000 человек; площадь его составляет 2,53 км2.
Кладбище основано в 1865 году и предназначалось для захоронения солдат, погибших в Гражданской войне. Участок земли, на котором находится кладбище, был конфискован у генерала Роберта Ли — главнокомандующего армией Юга в Гражданской войне.

## Правила захоронения
В соответствии с параграфом 553.2 статьи 32 Свода федеральных постановлений США, на кладбище могут быть похоронены участники войн и члены их семей, военные, проходившие службу в Вооружённых силах США, военные в отставке, президенты, председатели и члены Верховного суда, лица, имеющие государственные награды, такие как медаль «Пурпурное сердце», медаль Почета, медаль «Серебряная Звезда», Крест «За выдающиеся заслуги».
Существуют и ограничения, обычно вводимые конгрессом США. Так, на кладбище не могут быть похоронены лица, совершившие преступление, карающееся смертной казнью или пожизненным тюремным заключением. Этот запрет был введён под конкретный случай, когда выяснилось, что один из самых известных террористов США — Тимоти Маквей, казнённый в 2001 году за организацию и совершение теракта в Оклахома-сити в 1995 году, в результате которого погибло 168 человек, имеет полное право быть похороненным на Арлингтонском национальном кладбище. Он был ветераном вооружённых сил США, участвовал в боевых действиях во время операции «Буря в пустыне» и был награждён медалью «Бронзовая Звезда». Чтобы избежать похорон Маквея на Арлингтонском кладбище, конгресс ввёл соответствующее ограничение.
Согласно правилам, члены семьи могут потребовать, чтобы на мраморной плите над могилой был указан символ религиозной принадлежности похороненного. К настоящему времени существует 62 официально утверждённых символа вероисповеданий, включая официально утверждённый атеистический символ. 37-м религиозным символом стал пентакль (круг с пентаграммой) — знак религии викка, схожий в значительной степени с символикой сатанистов, в силу чего вопрос о размещении символа стал причиной отдельного судебного разбирательства. В 2007 году семья погибшего в Афганистане приверженца этого течения Патрика Стюарта добилась через суд включения пентакля в число официальных символов.
На кладбище похоронены два президента США — Уильям Тафт и Джон Кеннеди. На могиле последнего горит Вечный огонь, а рядом похоронена его жена Жаклин и братья Джозеф, Роберт и Эдвард.
Всего на кладбище похоронено более 400 000 человек.

## Могила неизвестного солдата

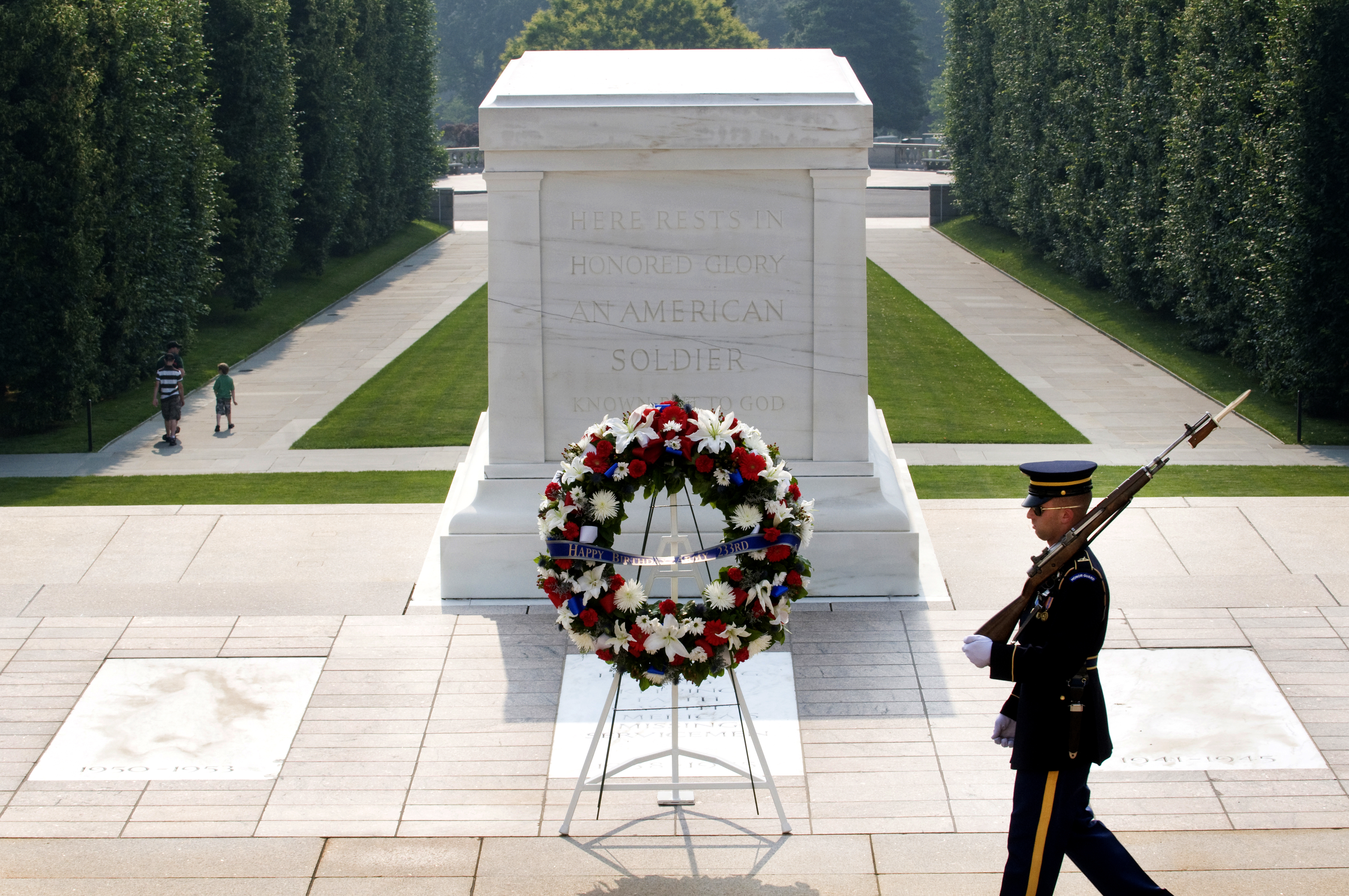
Часовой из 3-го пехотного полка у Могилы неизвестного солдата

США были третьей страной в мире, где появилась Могила неизвестного солдата. Неизвестный солдат, погибший в Первую мировую войну, был похоронен на Арлингтонском кладбище в 1921 году. На его могиле написано: «Здесь покоится в заслуженной славе американский солдат, имя которого знает только Бог». Позднее рядом были захоронены останки неизвестных солдат, погибших во время Второй мировой войны, а также во время Корейской и Вьетнамской войн. У этой могилы стоят часовые почётного караула. Рядом находится Мемориальный амфитеатр, где в День ветеранов и в День поминовения проводятся торжественные церемонии с участием президента и других государственных лиц.